# قصعين أذيني
قصعين أذيني (الاسم العلمي:Salvia x auriculata) هو نوع هجين من النباتات يتبع جنس القصعين من الفصيلة الشفوية.